# Marianne Nicolson
Marianne Nicolson ('Tayagila'ogwa; nascida em 1969) é uma artista visual Dzawada'enuxw cujo trabalho explora as margens nas quais o acesso público aos artefactos das Primeiras Nações choca com a preservação do conhecimento cultural indígena.
Nascida em Comox, British Columbia, ela foi treinada por um mestre escultor no design tradicional Kwakwaka'wakw no início dos anos 1990.
Ela utiliza pintura, fotografia, mídia mista, escultura e instalação para criar representações modernas das crenças tradicionais Kwakwaka'wakw e expõe no Canadá e em todo o mundo desde 1992.